# Saskia Burmeister
Pour les articles homonymes, voir Burmeister.
Saskia Burmeister est une actrice australienne. Elle est née le 12 février 1985 en Nouvelle-Galles du Sud en Australie.

## Carrière
Elle a été remarquée pour sa prestation de Water Rats en 2000, et Hating Alison Ashley, en 2005, où elle jouait le rôle d'Erika « Yurk » Yurkin. Elle a obtenu son rôle dans Wicked Science. Son personnage a disparu à la fin de la saison 1 car elle devait jouer un rôle dans un film, en 2005, intitulé Jewboy. Elle a aussi joué dans un film australien intitulé The Jammed, sorti en 2007.

## Filmographie sélective
| films                                     | personnages                      | année de sortie |
| ----------------------------------------- | -------------------------------- | --------------- |
| Sea Patrol                                | Lieutenant Nikki 'navis' Caetano | 2007-2009       |
| Mission pirates : Le trésor perdu de Fiji | Pirate Lily                      | 2005            |
| Jewboy                                    | Rivka                            | 2005            |
| Coups de génie                            | Dina demeris                     | 2003-2004       |
| Brigade des mers                          | Victoria St.Clair                | 2000            |